# Lydia Koidula

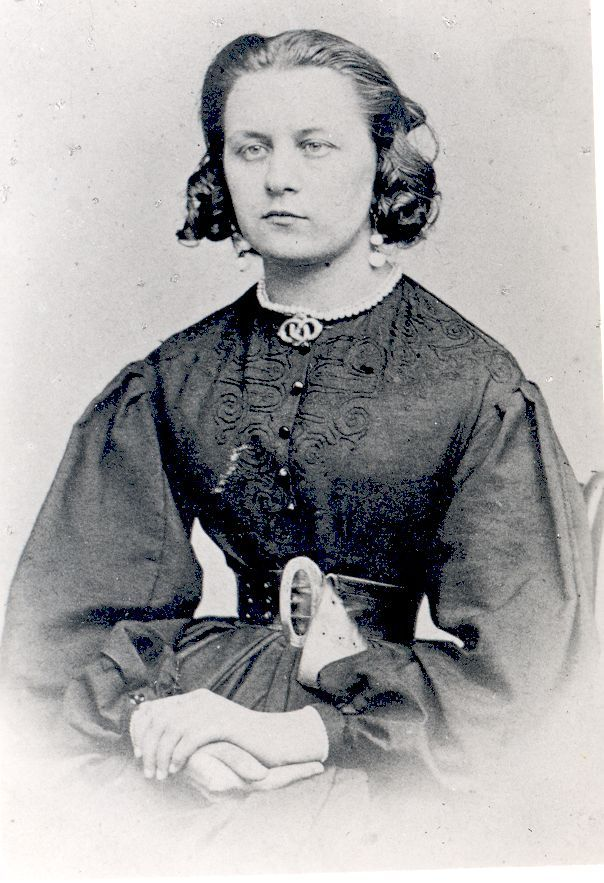
Lydia Koidula

Lydia Koidula (vlastním jménem Lydia Emilie Florentine Jannsen, 24. prosince 1843, Vändra – 11. srpna 1886, Kronštadt) byla estonská básnířka, spisovatelka, novinářka a národní buditelka.

## Život
Lydia Jannsen se narodila ve městě Vändra v roce 1843. Spolu s rodinou se přestěhovala v roce 1850 do nedalekého krajského města Pärnu. Její otec Johann Voldemar Jannsen, představitel národního hnutí a zakladatel estonské žurnalistiky, začal psát a vydávat noviny v místním estonském dialektu. Lydia zde navštěvovala německou vyšší dívčí školu a už v té době svému otci pomáhala v redakci jeho týdeníku Perno postimees (Pernavský kurýr). Díky tomu se naučila estonštině, i když její mateřštinou byla němčina. V roce 1864 se rodina Jannsenových přestěhovala do univerzitního města Tartu. Jannsen v roce 1864 dosáhl povolení carské cenzury Alexandra II. k vydávání prvních národních estonsky psaných novin. Tyto noviny nesly název Eesti postimees. Po absolvování zkoušek na univerzitě v Tartu se Lydia Jannsen stala domácí učitelkou a zároveň první estonskou novinářkou a spisovatelkou. Při pobytu v Tartu se sblížila s F. R. Kreutzwaldem a s mladší vlasteneckou generací, zvláště s Carlem Robertem Jakobsonem. Právě Jakobson ji inspiroval pro užívání pseudonymu Koidula. Přezdívka, kterou jí dal, totiž vystihovala její úlohu v estonské poezii: Koit znamená v překladu Jitřenka. Od roku 1865 tedy publikovala básně časopisecky pod pseudonymem. V roce 1873 se provdala za Eduarda Michelsona, lotyšského armádního lékaře, a přestěhovala se do Kronštadtu. S novým městem a kulturou se nikdy zcela nesžila. V Kronštadtu žila třináct let, ale kvůli stesku po domově trávila léta v Estonsku. Lydia měla tři děti. Zemřela 11. 8. 1886 v Kronštadtu po dlouhé a bolestivé nemoci (na rakovinu). Teprve v roce 1946 byly její tělesné ostatky převezeny do Tallinnu a pochovány na tamějším Lesním hřbitově.

## Tvorba

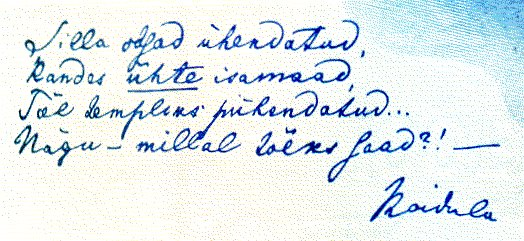
Koidulin rukopis

### Poezie
Při výpomoci svému otci v redakci estonských novin již pracovala i na své vlastní tvorbě.
Když Koidula začínala publikovat, stále existovala cenzura, a literární svoboda tak byla omezena. Tato doba byla ale také dobou estonského národního obrození, kdy estonský lid, od roku 1816 osvobozený od nevolnictví, začínal pociťovat národní hrdost. Právě Koidula byla pro toto období důležitá osobnost.
Němčina vzhledem ke svému postavení v Estonsku 19. století znatelně ovlivnila jazyk jejích prací. Sama autorka překládala sentimentální německé prózy, poesii a dramata. Zejména pak byl na jejím díle znatelný vliv biedermeieru. Například v básnické sbírce Vainulilled (1866, Luční květy), která vyšla tiskem již za jejího života, ale rovněž v dalším díle, vydaném o rok později než první, Emajõgi ööbik (1867, Slavík od Emajõgi), kde reaguje na historické podrobení estonských lidí coby na osobní urážku. Mluví zde o otroctví a podřízenosti jakoby z vlastní zkušenosti. Obě tyto básnické sbírky obsahují také překlady z němčiny a adaptace německých děl.
Estonské národní obrození probíhalo od poloviny 19. století, do té doby bylo Estonsko pod vládou cizích mocností, a to více než 600 let. Koidula si byla dobře vědoma své vlastní role v osudu národa. Psala verše většinou v moderních koncových rýmech, které se staly v polovině 19. století dominantní formou. Díky tomu je její poezie mnohem přístupnější a populárnější.

Nejpodstatnější rys její tvorby záleží v tom, že používala estonského jazyka. Všeobecným názorem (který nepanoval jedině mezi estonským lidem) bylo, že estonština není jako nástroj pro komunikaci dostatečně rozvinutá. Koidula však dokázala tomuto názoru oponovat. Úspěšně používala estonský lidový jazyk pro vyjádření emocí. Pohybovala se v různých sférách poezie, jedna z nejznámějších básní je její výzva k utlačovanému národu Mu isamaa nad Olid matnud. Později zlidověla báseň Mu isamaa on minu arm (Má vlast je má láska), která byla zhudebněna a stala se neoficiální estonskou hymnou za doby sovětské okupace.

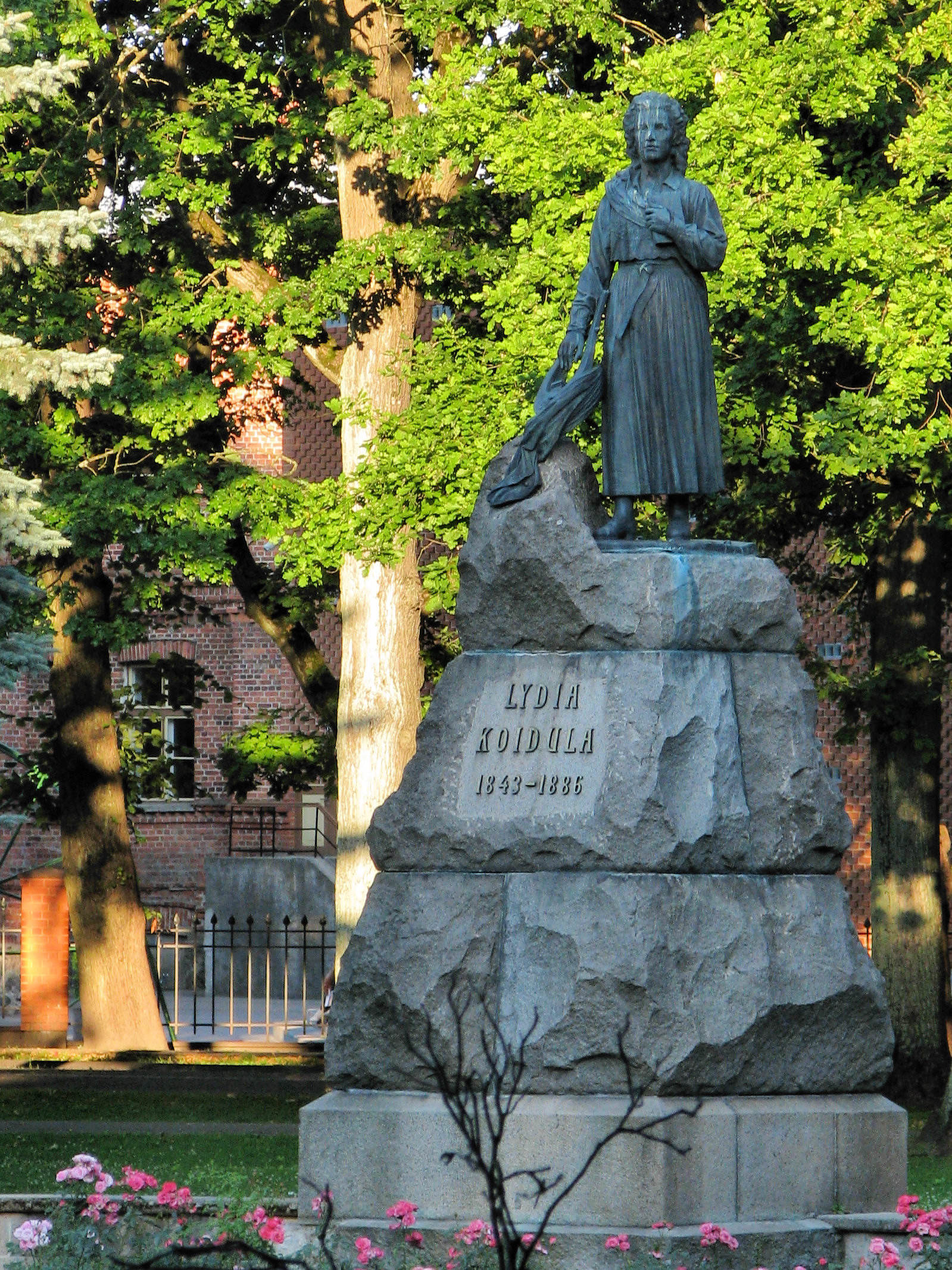
Pomník Lydie Koiduly v Pärnu

### Drama
Kromě poezie se Koidula věnovala i dramatu. Byla první, kdo napsal původní hry v estonštině. V 60. letech 19. století, v době rozvoje představení v národních jazycích, estonštině a finštině, Koidula vytvořila a režírovala komedii Saaremaa Onupoeg (1870, Bratranec ze Saaremaa), která byla založena na frašce Theodora Körnera Der Vetter aus Bremen (Bratranec z Brém). Díky jednoduchosti zápletky a charakterů se stala populární, a tak Koidula v dramatické tvorbě pokračovala. Její první zcela vlastní dílo je estonská hra Säärane Mulk, která vyšla v roce 1872 a stala se základním kamenem estonského divadla. Koidula zaujala ve svých dramatech především tím, že s postavami se bylo možné ztotožnit a hry byly alegoriemi soudobé společenské a politické reality.

## Shrnutí a význam
Celkem bylo dochováno a posmrtně uveřejněno 311 dokončených básní v kritickém vydání Luuletused (1966, Básně). V tehdejší době byly významné i autorčiny práce prozaické, např. Ojamölder ja tema minia (1863, Mlynář a jeho snacha).
Je též považována za zakladatelku estonského dramatu. Nejvýznamnější je však její básnická tvorba, neboť je jedním z vrcholů poezie estonského národního obrození. Koidula položila základy estonské lyriky a vytvořila prototyp intimní, přírodní a především vlastenecké lyriky. Ve městě Pärnu je jí věnováno muzeum. Lydina podobizna byla otištěna na líci bankovky 100 estonských korun. Dne 14. 12. 1993, ke 150. výročí jejího narození, se na její počest vydala také poštovní známka s její podobiznou.